# Burmannia wallichii
Burmannia wallichii är en enhjärtbladig växtart som först beskrevs av John Miers, och fick sitt nu gällande namn av Joseph Dalton Hooker. Burmannia wallichii ingår i släktet Burmannia och familjen Burmanniaceae. Inga underarter finns listade i Catalogue of Life.

## Bildgalleri

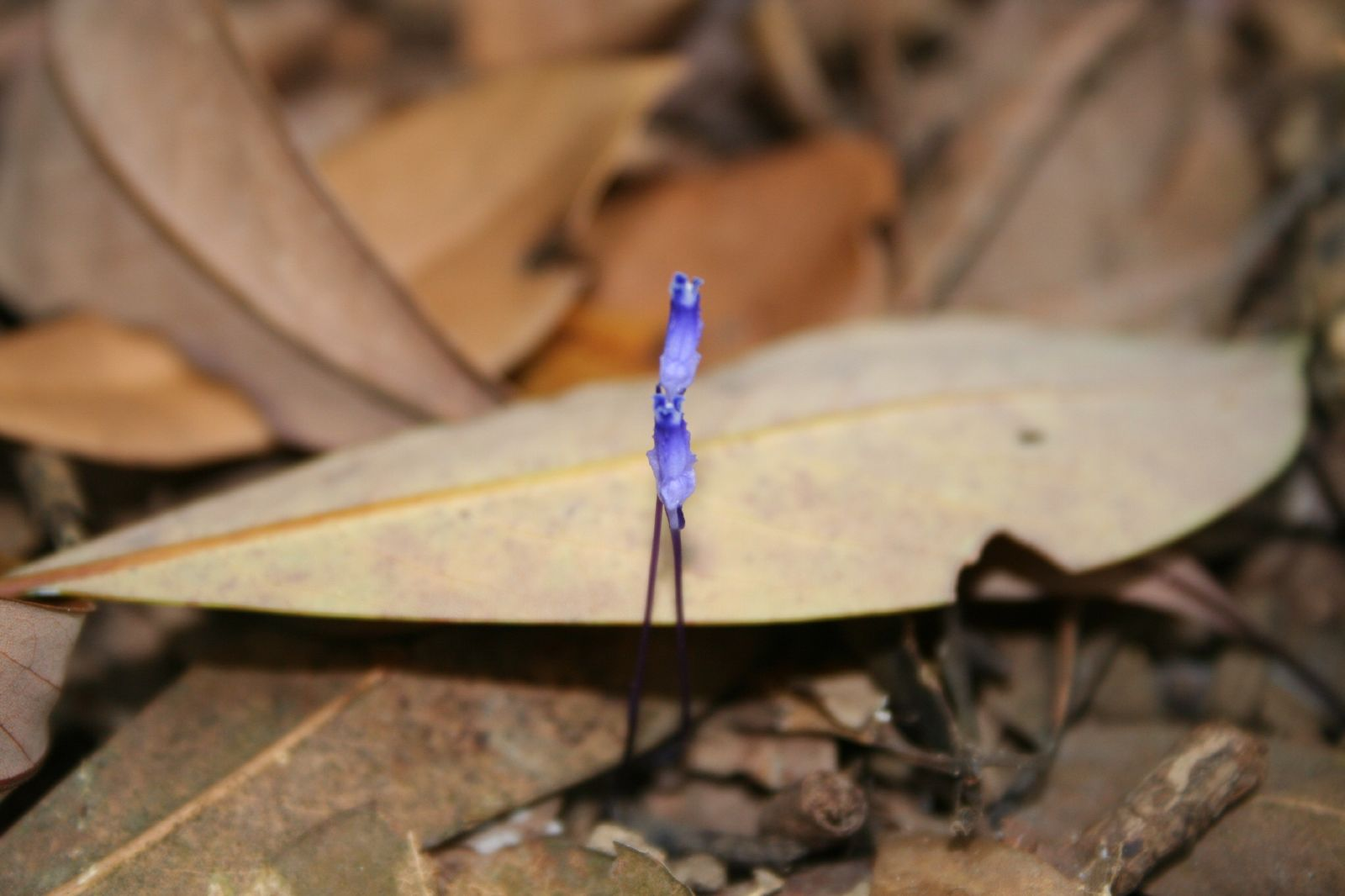
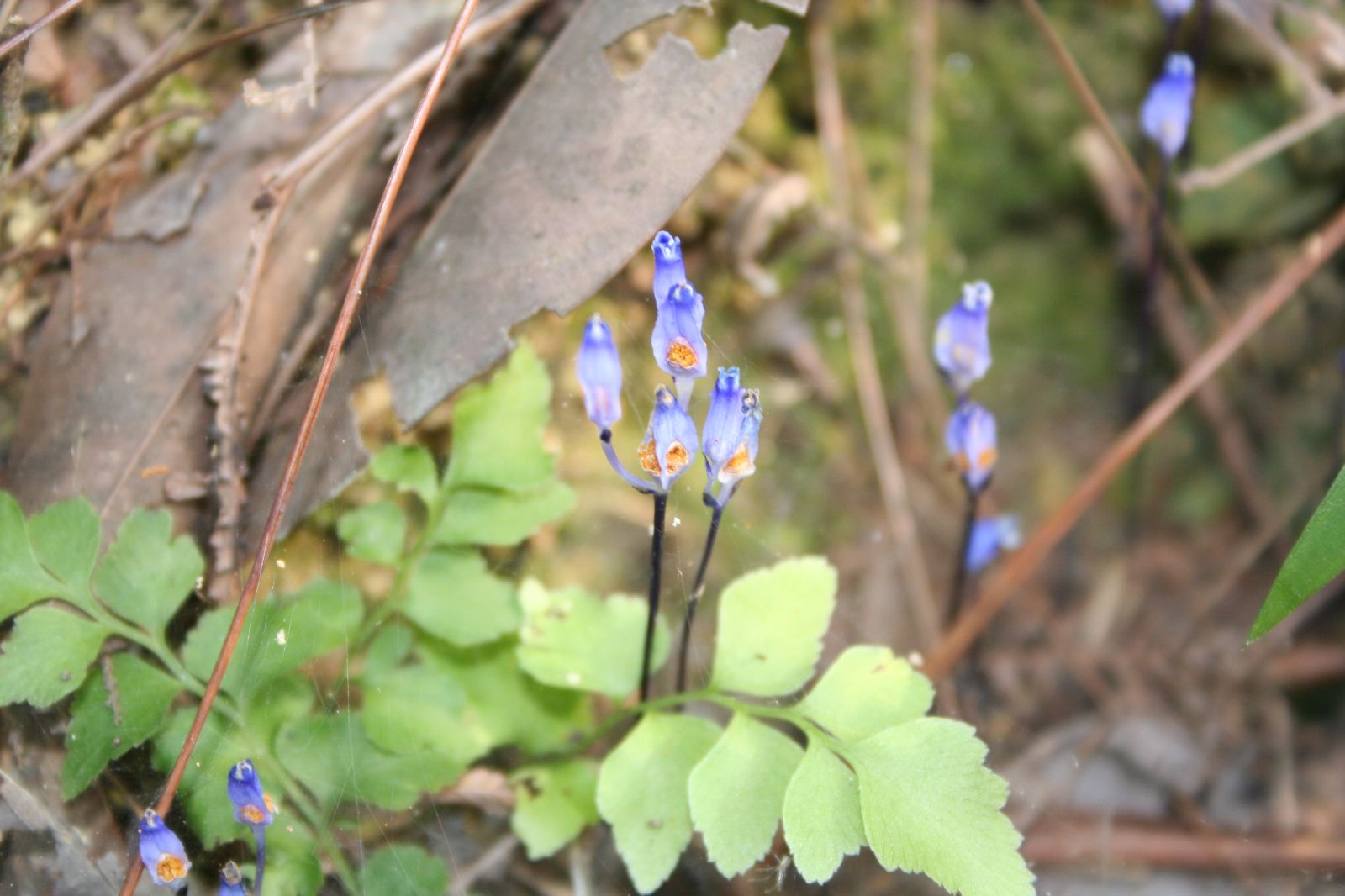